# Hitchcock (Oklahoma)
Hitchcock é uma cidade  localizada no estado norte-americano de Oklahoma, no Condado de Blaine.

## Demografia
Segundo o censo norte-americano de 2000, a sua população era de 141 habitantes.
Em 2006, foi estimada uma população de 139, um decréscimo de 2 (-1.4%).

## Geografia
De acordo com o United States Census Bureau tem uma área de
0,4 km², dos quais 0,4 km² cobertos por terra e 0,0 km² cobertos por água. Hitchcock localiza-se a aproximadamente 429 m acima do nível do mar.

## Localidades na vizinhança
O diagrama seguinte representa as localidades num raio de 28 km ao redor de Hitchcock.